# デフォルト効果
デフォルト効果（デフォルトこうか、英語: Default effect）は、認知バイアスのひとつで、予め選択されている意思決定や設定されている値などを変更することなく、そのまま受け入れてしまいやすくなる心理的傾向である。
デフォルトが推奨された選択肢であると認識したり、それを変更した際に起こり得る負担やトラブルを回避しようとすることが、デフォルト効果の一因と考えられている。

## 概要
選択において、デフォルトとは能動的な選択を行わない場合に、最終的に選ばれる選択肢を指す。この考え方は、コンピュータにおいてユーザーが介入することなく自動的に割り当てられる値（＝デフォルト）と同様である。デフォルトの設定は人々がその選択肢を選ぶ確率に影響を与え、これがデフォルト効果と呼ばれる。より正確に記せば、ある選択肢がデフォルトとして設定されている場合、そうでない場合と比べて、その選択肢が選ばれる確率の変化である。
デフォルト効果の中には、状況により暗示されるものもある。例として社会的な場面においては、（他者がそうしている）規範的な選択が、デフォルト効果として無意識に影響することがある。そのため、その人が豊富な知識を持っているという確信がなくとも、他者が選択する様子を観察し、自分も同じ選択をする傾向がある。また、正当化を必要としない選択肢をデフォルトとして扱う傾向が強くみられる。例えば、仮釈放審議におけるデフォルトの選択肢は、囚人の仮釈放を拒むことである。

## デフォルト効果の例

### コンピュータ関連
パーソナルコンピュータやスマートフォンなどを、それほど手間のかからないカスタマイズで使用者に最適化できるにもかかわらず、初期設定のまま使用し続けるケースが挙げられる。
また、通販サイトなど何らかのウェブサービスを利用した際に「メールマガジンの配信を希望する」がデフォルトになっていると、変更に要するごくわずかな手間を避けて、必要としておらず読みもしないメールマガジンを受信し続け、配信停止の手続きもしないといった例もこれにあたる。

### 臓器提供
臓器提供の同意は、この効果が顕著にあらわれる例である。デフォルトが「提供しない」であり、してもよい場合にその意思表示をするオプトイン方式の国では同意率が低く、デフォルトが「提供する」で、したくない場合に意思表示をするオプトアウト方式の国では同意率は高くなり、両者の差は歴然としたものになる。
自身の臓器を提供するか否かという非常に重要な選択であっても、初期設定の変更を避ける傾向がみられる例である。

### 休暇の取得
企業や公的機関において、休暇を取得する場合に申請を行うオプトイン方式から取得しない場合に申請を行うオプトアウト方式に変更したところ、休暇の取得率が劇的に上昇することも報告されている。